# Manilkara zenkeri
Espèce
Manilkara zenkeri Lecomte ex Aubrév. & Pellegr. est une espèce de plantes à fleurs de la famille des Sapotaceae et du genre Manilkara originaire d'Afrique tropicale.

## Étymologie
Son épithète spécifique zenkeri rend hommage au botaniste allemand Georg August Zenker, actif au Cameroun, qui collecta l'holotype en 1908 à Bipindi dans la Région du Sud.

## Description
C'est un arbre moyen pouvant atteindre une hauteur de 22 m.

## Distribution
Relativement rare, l'espèce a été observée sur trois aires disjointes, au Cameroun, au Gabon et en République démocratique du Congo.